# Jednostka doradztwa rolniczego
Jednostka doradztwa rolniczego – państwowa jednostka organizacyjna posiadająca osobowość prawną, której działanie reguluje Ustawa z dnia 22 października 2004 r. o jednostkach doradztwa rolniczego. 
Jednostkami doradztwa rolniczego są:
- Centrum Doradztwa Rolniczego z siedzibą w Brwinowie
- 16 wojewódzkich ośrodówk doradztwa rolniczego (ODR-ów) – po jednym w każdym województwie.

## Zadania JDR
Jednostki doradztwa rolniczego:
- zajmują się działalnością szkoleniową dla rolników i mieszkańców obszarów wiejskich
- prowadzą działalność informacyjną wspierającą rozwój produkcji rolniczej
- prowadzą działalność w zakresie podnoszenia kwalifikacji zawodowych rolników i innych mieszkańców obszarów wiejskich
- udzielają pomocy rolnikom i innym mieszkańcom obszarów wiejskich w zakresie sporządzania dokumentacji niezbędnej do uzyskania pomocy
- prowadzą analizy rynku artykułów rolno-spożywczych i środków produkcji oraz gromadzą i upowszechniają informacje rynkowe w tym zakresie
- mogą prowadzić doświadczalnictwo odmianowe w ramach porejestrowego doświadczalnictwa odmianowego
- upowszechniają metody produkcji rolniczej i stylu życia przyjaznych dla środowiska
- podejmują działania na rzecz zachowania dziedzictwa kulturowego i przyrodniczego wsi, ekologicznego i funkcjonalnego urządzania gospodarstwa rolnego
- upowszechniają rozwój agroturystyki i turystyki wiejskiej oraz prowadzą promocję wsi jako atrakcyjnego miejsca wypoczynku
- współdziałają w realizacji zadań wynikających z programów rolno-środowiskowych oraz programów działań mających na celu ograniczenie odpływu azotu ze źródeł rolniczych
- prowadzą analizy przemian w zakresie poziomu i jakości produkcji rolniczej i funkcjonowania gospodarstw rolnych oraz upowszechniają wyniki tych analiz w pracy doradczej
- biorą udział w szacowaniu szkód łowieckich, a także ustalaniu wysokości odszkodowania za te szkody
- dokonują oceny i akceptacji planów restrukturyzacji[1]

JDR świadczą także usługi w zakresie:
- opracowań oceny możliwości inwestycyjnych gospodarstw rolnych,
- analiz i opracowań ekonomicznych, finansowych i technologicznych,
- planów rolnośrodowiskowych,
- planów przestawienia gospodarstwa rolnego na produkcję metodami ekologicznymi lub planów produkcji w gospodarstwach ekologicznych,
- planów nawozowych lub planów przechowalnictwa nawozów naturalnych,
- planów nawożenia, ochrony roślin i żywienia zwierząt gospodarskich,
- planów technologicznych z produkcji roślinnej, zwierzęcej, warzywniczej i sadowniczej oraz działów specjalnych[2]:

## Rada JDR
Organem opiniodawczo-doradczym dyrektora jednostki doradztwa rolniczego jest Rada Społeczna Doradztwa Rolniczego, której kadencja trwa 5 lat.